# Liv Christiansen
Liv Christiansen (Oslo, 25 febbraio 1943) è un'ex sciatrice alpina norvegese.
In seguito al matrimonio con il tennista Finn Dag Jagge assunse il cognome del coniuge e gareggiò come Liv Jagge, Liv Christiansen-Jagge o Liv Jagge-Christiansen.

## Biografia
Sciatrice polivalente, Liv Christiansen debuttò in campo internazionale in occasione del trofeo dell'Hahnenkamm 1960 (Kitzbühel, 15-17 gennaio), dove si classificò 71ª nella discesa libera e 36ª nello slalom gigante, e ai successivi VIII Giochi olimpici invernali di Squaw Valley 1960 (19-27 febbraio), sua prima presenza olimpica e iridata, si piazzò 30ª nella discesa libera, 24ª nello slalom gigante e non concluse lo slalom speciale; nel prosieguo di quella stagione fu 3ª nello slalom gigante del trofeo Holmenkollen-Kandahar (Holmenkollen, 18-20 marzo).
Nel 1962 si classificò 3ª nello slalom speciale della Coppa dei Tre comuni ladini (Val Gardena, 27-29 gennaio) e ai successivi Mondiali di Chamonix 1962 si piazzò 26ª nella discesa libera, 22ª nello slalom gigante e non completò lo slalom speciale; nel prosieguo di quella stagione fu 3ª nello slalom gigante, 2ª nello slalom speciale e 2ª nella combinata del trofeo Holmenkollen-Kandahar (Holmenkollen, 2-4 marzo).
Nel 1963 non gareggiò; l'anno dopo ai IX Giochi olimpici invernali di Innsbruck 1964 (29 gennaio-9 febbraio), sua ultima presenza olimpica e iridata, si classificò 29ª nella discesa libera, 29ª nello slalom gigante, 7ª nello slalom speciale e 10ª nella combinata, disputata in sede olimpica ma valida solo ai fini dei Mondiali 1964. Nel prosieguo di quella stagione si piazzò 3ª nello slalom gigante di Oppdal del 21 marzo, suo congedo agonistico internazionale, mentre in quella successiva ottenne i suoi ultimi risultati ai Campionati norvegesi 1965 (Voss, 5-7 marzo), dove vinse la medaglia d'argento nello slalom gigante e nella combinata e quelle di bronzo nella discesa libera e nello slalom speciale.
Era madre di Finn Christian Jagge, a sua volta sciatore alpino.

## Palmarès

### Campionati norvegesi
- 15 medaglie[senza fonte]:
  - 6 ori (slalom gigante nel 1960; discesa libera, slalom gigante, slalom speciale, combinata nel 1962; discesa libera nel 1964)[9]
  - 5 argenti (combinata nel 1959; slalom gigante, combinata nel 1964; slalom gigante, combinata nel 1965)
  -  4 bronzi (discesa libera, slalom gigante nel 1959; discesa libera, slalom speciale nel 1965)[senza fonte]